# Steamboy
Steamboy (japanisch スチームボーイ Suchīmubōi) ist ein Anime-Film aus dem Jahr 2004 von Regisseur und Autor Katsuhiro Otomo. Der Steampunk-Film spielt in einem fiktiven viktorianischen England des 19. Jahrhunderts, in dem sich ein junger Erfinder mitten in einem Konflikt um den revolutionären Dampfgenerator Steamball wiederfindet.

## Inhalt
Der 13-Jährige James „Ray“ Steam hofft ebenso erfolgreich wie sein Vater und sein Großvater zu werden. So bastelt er an einem eigenen, dampfbetriebenen Fortbewegungsmittel. Per Post erhält er eines Tages den „Steamball“ von seinem Großvater Lloyd. Der Ball nutzt komprimierte Flüssigkeiten als neuartige Energiequelle. Als plötzlich geheimnisvolle Herren auftauchen, die es auf den Steamball abgesehen haben, flieht Ray zusammen mit seinem Großvater. Er wird vom Erfinder Robert Stephenson gerettet, schließlich aber doch zusammen mit dem Steamball von den Männern zur O’Hara-Familie verschleppt. Dort trifft Ray seinen Vater Eddie, der für O’Hara arbeitet, und lernt auch Scarlett O’Hara kennen, die verwöhnte Tochter der Familie. O’Hara will die Erfindungen Eddies für Waffen einsetzen, die sie verkaufen. Das lehnt Ray ab und tut sich stattdessen lieber mit Stephenson zusammen. Bei der Weltausstellung, wo O’Hara ihre Waffen präsentieren wollen, kommt es dann zur Schlacht zwischen den Kontrahenten. Schließlich können Ray und Lloyd London vor größeren Zerstörungen bei der Waffenvorführung bewahren.

## Produktion und Veröffentlichung
Der Film entstand beim Studio Sunrise unter der Regie von Katsuhiro Otomo, der zusammen mit Sadayuki Murai auch das Drehbuch schrieb. Die verantwortlichen Produzenten waren Hideyuki Tomioka und Shinji Komori. Die künstlerische Leitung lag bei Shinji Kimura und das Charakterdesign stammt von Atsushi Irie und Katsumi Matsuda, nach Ideen von Katsushiro Otomo. Das Mechanical Design entwarf Makoto Kobayashi und die Computeranimationen entstanden unter der Leitung von Hiroaki Ando. Für den Schnitt war Takeshi Seyama verantwortlich. Ein großer Teil der Animationen entstand, neben vielen anderen Studios, vor allem bei Studio 4°C.
Über 180.000 Zeichnungen wurden bei der Produktion angefertigt. Für die computeranimierten Szenen und Hintergründe entstanden 400 computergenerierte Szenen mit etwa 2.000 Schnitten. Der Großteil des Films entstand jedoch als handgezeichnete, digital umgesetzte 2D-Animation. Der Film wurde Mitte der 1990er Jahr beauftragt und war damit fast zehn Jahre in Produktion. 1995 entstand unter Otomos Leitung das Segment Cannon Fodder im Episodenfilm Memories, das ebenfalls von einer Dampf-Roboterschlacht erzählt und als Pilot für Steamboy verstanden werden kann. 1998 kam es wegen Finanzierungsproblemen zu einer Unterbrechung, bis dann mit Sunrise und Studio 4°C zwei Studios gefunden waren, mit denen Steamboy fertiggestellt werden konnte. Die hohen Kosten und die lange Produktionszeit rührte auch daher, dass Otomo erstmals Computer intensiv einsetzte. Damit waren Einsparungen und Vereinfachungen erwartet worden. Doch die größeren Möglichkeiten beispielsweise in der Farbpalette und die Option, alles rückgängig zu machen und erneut zu probieren, führten zusammen mit gestiegenen Ansprüchen der Produzenten zum Gegenteil. So forderten Produzenten die Erstellung von kompletten 3D-Modellen, was sich als ähnlich aufwändig wie im Realfilm herausstellte. Das Budget betrug schließlich etwa 20,2 Mio. US-Dollar. Er wurde bereits lange vor seiner Veröffentlichung als außergewöhnlicher Anime gerade für das Ausland beworben und erwartet, da Otomos vorhergehendes Regiewerk Akira sowohl in Japan als auch im Westen sehr erfolgreich war. Damit war der Film die bis dahin teuerste Anime-Produktion.
Die Designs und Funktionsweise der diversen dampfgetriebenen Maschinen wurden, auch wenn diese nur kurz zu sehen sind, während der Produktion detailliert ausgearbeitet, um ein möglichst widerspruchsfreies und glaubwürdiges Bild der Technologie der Filmwelt zu zeigen. Für die Recherche reiste Otomo mit seinem Team nach London, York und Manchester, um dort die Stadtlandschaft, deren Atmosphäre und einzelne Gebäude kennenzulernen sowie Museen über das 19. Jahrhundert zu besuchen.
Der Film kam am 17. Juli 2004 in die japanischen Kinos. Es folgten Kinoauswertungen unter anderem in den Vereinigten Staaten und Italien sowie Veröffentlichungen auf Kaufmedien unter anderem auf Englisch, Portugiesisch, Italienisch, Französisch, Spanisch, Niederländisch, Russisch, Polnisch und Chinesisch. International wurde eine auf 104 Minuten gekürzte Fassung des 126 Minuten langen Films gezeigt. In Deutschland wurde der Anime erstmals auf dem Cinasia Filmfestival im Dezember 2004 in Köln gezeigt, jedoch nur mit englischen Untertiteln. Am 7. Juni 2005 kam Steamboy bei Columbia TriStar auf Deutsch heraus, in der ungekürzten Originalfassung auf DVD, die als Director′s Cut beworben wurde.

## Synchronisation
Die deutsche Synchronisation entstand unter der Dialogregie und nach einem Buch von Peter Woratz durch die Synchronfirma Scalamedia in München.
| Rolle            | Japanischer Sprecher (Seiyū) | Deutscher Sprecher   |
| ---------------- | ---------------------------- | -------------------- |
| Ray Steam        | Anne Suzuki                  | Tim Schwarzmaier     |
| Eddie Steam      | Masane Tsukayama             | Christian Tramitz    |
| Scarlett O’Hara  | Manami Konishi               | Gabrielle Pietermann |
| Lloyd Steam      | Katsuo Nakamura              | Thomas Fritsch       |
| Emma             | Sanae Kobayashi              | Jacqueline Belle     |
| Mutter           | Keiko Aizawa                 | Dagmar Dempe         |
| Oberbefehlshaber | Osamu Saka                   | Joachim Höppner      |
| Techniker        |                              | Oliver Stritzel      |
| O’Haras Spitzel  |                              | Ekkehardt Belle      |

## Musik
Die Musik des Films komponierte Steve Jablonsky, der dabei auf monumentale Orchestermusik setzte. 2004 erschien der Soundtrack bei Colosseum auch in Deutschland.

## Analyse und Rezeption
Steamboy gilt als einer der bedeutendsten Filme und insbesondere Anime, die das Genre Steampunk um die Jahrtausendwende in die Kinos gebracht haben, sowie als einer der bedeutenden Animes mit apokalyptischen Themen seiner Zeit. Kommunikationswissenschaftler und Japanologe Thomas Lamarre sieht in Steamboy eine Erzählung über die Nutzung der Atomkraft und den Steamball als Symbol für die Atombombe – unter anderem mit dem Verweis auf schweres Wasser. Im die Geschichte bestimmenden Kampf wird in einer Welt der 1860er Jahre mit deren Technologie eine Version des Kalten Krieges aufgeführt. Das Ergebnis dieser Inszenierung sei jedoch wenig interessant, da diese Dynamik in der heutigen Zeit überholt wirkt. Interessanter ist aus Lamarres Sicht, wie Otomo mit seiner Inszenierung auf die visuelle Technik des 19. Jahrhunderts Bezug nimmt. Sein umfangreicher Einsatz von vielen Bildebenen, die sich gegeneinander bewegen und meist eine Bewegung am Zuschauer vorbei erzeugen, erinnere an damalige Techniken wie beispielsweise Dioramen. Zugleich ist diese Technik der Animation im Anime üblich und weit verbreitet.
Als beispielhaft für moderne Science-Fiction-Anime nennt Felix T. Gregor den Film, da er eine „mögliche Unmöglichkeit“ darbiete, indem historisch unmögliche Geschehnisse durch die Erzählung mit realistischer Inszenierung als fiktive Möglichkeit erscheinen. Auch für Japans Umgang mit Vergangenheit in Form einer „modernen Nostalgie“ sei Steamboy paradigmatisch. Er verweist auch auf große Ähnlichkeiten zum im gleichen Jahr veröffentlichten Anime Das wandelnde Schloss von Hayao Miyazaki, in dem Dampftechnologie und der Konflikt von Mensch und Technik ebenfalls eine wichtige Rolle spielen. Was in Miyazakis Film das wandelnde Schloss ist, ist in Steamboy der Steamtower als ultimative Waffe. Wissenschaft wird in Otomos Werk nicht nur als Werkzeug gesehen, sondern als das, was erst Vorstellungen und Realität schafft, in der Macht möglich wird. Der Realitätsanspruch des Films äußere sich nicht nur in der technischen Umsetzung, sondern auch in Verweisen an die echte Welt des 19. Jahrhunderts, insbesondere deren auch von Japan ausgeübten Imperialismus. Dieser scheitert am dadurch erlösenden Ende des Films, bildet damit aber einen Kontrast zur Realität.
Brian Camp und Julie Davis nennen den Film als einen der 100 Anime, die man gesehen haben sollte. Er sei der bis dahin ausgefeilteste Film Otomos über den Konflikt zwischen Mensch und Technik, der dieses Thema auch direkt in Form der Schlacht am Ende anspreche, in der die Weltsichten von Vater und Sohn aufeinandertreffen. Neben dieser Botschaft funktioniere Steamboy mit den vielen Kampf- und Jagdszenen und den exotischen Maschinen auch als Action- und Abenteuerfilm. Auch die detailliert ausgearbeiteten Designs der Maschinen und Hintergründe aus Manchester und London sowie die zur Zeit passenden Kostüme werden gelobt. Die Charakterdesigns seien ausdrucksstark und klar. Die Verwendung von 3D-Animationen füge sich reibungslos in die sonst in 2D-Optik animierte Welt ein. Der ausgebliebene Erfolg im Westen sei auf die Übersättigung des Publikums mit Filmen über retro-Technologie zurückzuführen, die zuvor bereits aus Hollywood und aus Japan kamen. Auch sei das mit viel modernerer Technik aufgewachsene jugendliche Publikum für das Szenario schwerer zu begeistern gewesen.
Man sehe dem Film an, so die Anime Encyclopedia, dass als lang erwartetem Nachfolger von Akira sehr lange in Produktion war und der Anime immer wieder überarbeitet wurde, um den Ansprüchen seines Regisseurs zu genügen. Wie die Erfinder in seiner Geschichte wirke auch der Film selbst besessen von seiner eigenen Schöpfung, als würde er nur seiner selbst willen existieren. Inhaltlich sei er kaum anders als sein Vorgänger Akira: Um eine neuartige Energiequelle entwickelt sich ein actionreicher Wettlauf, der in einer Schlacht endet, die ähnlich wie im Godzilla-Film ganze Stadtteile zerstört. Die Bilder der Steampunk-Welt erinnerten an Otomos Cannon Fodder, ein Segment aus dem Episodenfilm Memoirs, und die frühen Werke Hayao Miyazakis, wie Das Schloss im Himmel und Sherlock Hound. An den Kinokassen in den Vereinigten Staaten hatte der Film nur wenig Erfolg.
Laut der AnimaniA setzt Otomo mit dem Film neue Standards und „brilliert […] mit bisher kaum gesehener Perfektion“. Die Kombination von Cel-Animationen der Figuren und computeranimierten „pompösen“ Hintergründen sei „virtuos“ gelungen. Die „bereits rein visuell atemberaubenden Bilder“ würden „perfekt und temporeich mittels unglaublichen Kamerafahrten in Szene gesetzt“. Zu den „bombastischen“ Soundeffekten käme ein „atemberaubender“ Soundtrack, der die Bilder „in einen bewegenden und mitreißenden Fluss“ tauche. Zu hohen Erwartungen, dass der Inhalt ähnlich anspruchsvoll sei wie bei Akira, werde der Anime aber nicht gerecht, denn die Handlungsstränge seien meist vorhersehbar, oberflächlich und stünden hinter den Bildern zurück. Daher erhielt der Film insbesondere in den USA auch nur gemischte Kritiken. Dennoch biete der Anime zumindest eine mitreißende Geschichte und sich weiterentwickelnde Charaktere. Im Vergleich zu Akira, zu dem auch einige Ähnlichkeiten im Charakterdesign auffallen, sei die Erzählung weniger pessimistisch und in der Charakterzeichnung zugleich realitätsnäher. Die Gesellschaftskritik jedoch wirke im Vergleich zum Vorgänger „wie in Watte gepackt“. Die deutsche Fassung sei sowohl in der Synchronisation als auch in der technischen Umsetzung gut gelungen. Für Fans sei die DVD ein „Pflichtkauf“.
Für die Mangaszene bringt Steamboy seine Kernbotschaft – Wissenschaft und Fortschritt dürfen nicht auf Kosten der Ethik verfolgt werden – gut an den Zuschauer. Dabei sehe der Film noch gut aus, die Animation sei „einwandfrei“ und die Steampunk-Welt würde überzeugend zum Leben erweckt. Im Vergleich zu Akira sei die Geschichte klarer und verständlicher erzählt, ohne dass die Charaktere zu simpel würden. Der Protagonist jedoch bleibe blass, interessanter seien die Nebenfiguren mit ihren radikalen Ansichten. Auch Scarletts Rolle und Funktion im Film bleibe schleierhaft, trägt sie doch weder zur Aussage noch zur Auflockerung bei. Mit solchen überflüssig wirkenden Elementen sei der Film am Ende recht langatmig geworden, sodass die gekürzte internationale Fassung nicht verwundere. Insgesamt sei Steamboy ein „richtig ordentlicher“ Film, jedoch nicht auf dem Niveau eines Ghibli-Films.